# Croton stipuliformis
Espèce
Croton stipuliformis est une espèce de plantes à fleurs du genre Croton et de la famille des Euphorbiaceae, présente du Costa Rica à la Colombie.